# Paul Bollenback
Paul Norris Bollenback (Hinsdale, 6 de junio de 1959) es un guitarrista de jazz que ha aparecido en Entertainment Tonight, The Tonight Show, The Today Show, Joan Rivers y Good Morning America. Ha actuado con Scott Ambush, Charlie Byrd, Joey DeFrancesco, Herb Ellis, Della Reese, Arturo Sandoval y Stanley Turrentine. Se le cita como un guitarrista que utiliza la armonía cuartal moderna.
Bollenback se mudó a la India con su familia cuando tenía 11 años. Después de tres años, la familia regresó a los Estados Unidos y Bollenback comenzó a escuchar música rock. Dejó su guitarra de cuerdas de nailon y cogió una eléctrica. Cita su descubrimiento de Miles Davis como un momento crucial en su vida. Asistió a la Universidad de Miami. En 1997, comenzó a enseñar en la American University.

## Discografía

### Como líder
- Original Visions (Challenge, 1995)
- Double Gemini  (Challenge, 1997)
- Soul Grooves (Challenge, 1999)
- Double Vision (Challenge, 2000)
- Dreams (Challenge, 2001)
- Alone and Tohether, with Andrei Kondakov (Boheme Music, 2002)
- Brightness of Being (Elefant Dreams, 2006)
- Invocation (Elefant Dreams, 2007)
- Portraits in Space and Time (Mayimba Music, 2014)

### Como acompañante
Con Joey DeFrancesco
- Part III (Columbia, 1991)
- Reboppin (Columbia, 1992)
- Live at the 5 Spot (Columbia, 1993)
- All About My Girl (Muse, 1994)
- The Street of Dreams (Big Mo, 1995)
- Incredible! (Concord Jazz, 2000)
- The Champ Round 2 (HighNote, 2000)
- The Philadelphia Connection (HighNote, 2002)
- Ballads and Blues (Concord, 2002)
- Snapshot (HighNote, 2009)
- Never Can Say Goodbye (HighNote, 2010)

Con Jim Snidero
- Tippin' (Savant, 2007)
- Crossfire (Savant, 2009)
- Interface (Savant, 2011)
- Stream of Consciousness (Savant, 2013)

Con Gary Thomas
- Seventh Quadrant (Enja, 1987)
- Code Violations (Enja, 1988)
- The Kold Kage (JMT, 1991)
- Exile's Gate (JMT, 1993)
- Found on Sordid Streets (Winter &amp; Winter, 1997)

Con otros
- Christy Baron, Take This Journey (Chesky, 2002)
- Gary Bartz, Live @ the Jazz Standard Mae Velha Vol 2 (OYO, 2005)
- Bob Berg, Randy Brecker, Dennis Chambers, Joey DeFrancesco, The JazzTimes Superband (Concord, 2000)
- Pat Bianchi, In the Moment (Savant, 2018)
- Pat Bianchi, Something to Say: The Music of Stevie Wonder (Savant, 2020)
- Terri Lyne Carrington, Jazz Is a Spirit (ACT, 2002)
- Steve Gadd, Live at Voce (BFM, 2010)
- Tim Garland, Libra (Global Mix, 2009)
- Greg Hatza, Organization (Palmetto, 1995)
- Greg Hatza, Snake Eyes (Palmetto, 1998)
- Ron Holloway, Slanted (Milestone, 1994)
- Ron Holloway, Scorcher (Milestone, 1996)
- Joe Locke, Beauty Burning (Sirocco, 2000)
- Joe Locke, State of Soul (Sirocco, 2002)
- Tony Monaco, Burnin' Grooves (Summit, 2001)
- Mark Murphy, Memories of You: Remembering Joe Williams (HighNote, 2003)
- Shunzo Ohno, ReNew (Pulsebeats, 2016)
- Houston Person, Social Call (HighNote, 2003)
- Houston Person, The Art and Soul of Houston Person (HighNote, 2008)
- Marilyn Scott, Every Time We Say Goodbye (Venus, 2008)
- Carol Sloane, I Never Went Away (HighNote, 2001)
- Carol Sloane, Whisper Sweet (HighNote, 2003)
- Steve Wilson, Soulful Song (Maxjazz, 2003)